# 재량권의 일탈
재량권의 일탈이란 법령상 주어진 재량의 한계를 벗어난 재량하자를 말한다.

## 같이 보기
- 재량권의 일탈남용금지 원칙